# ダイアヴィク鉱山

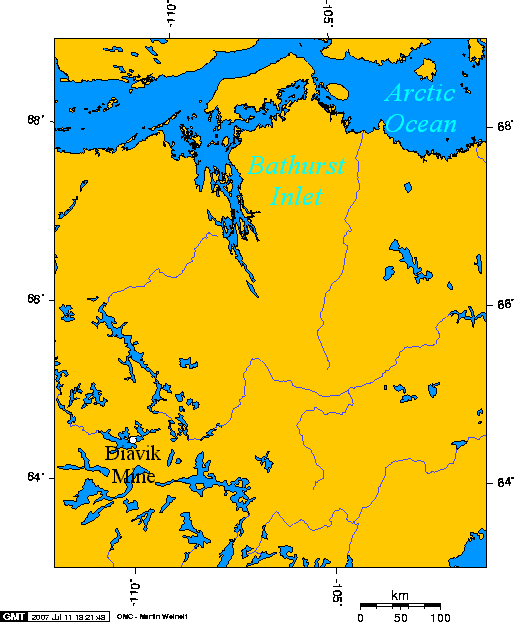
バサースト湾における位置

ダイアヴィック鉱山(Diavik Diamond Mine)はカナダのノースウエスト準州にあるダイアモンド鉱山である。ノースウエスト準州の州都イエローナイフの北300kmに位置している。
この鉱山は700人の雇用、1.6トンのダイヤモンド産出による10億カナダドルにも及ぶ売り上げ高でこの地域の経済に重要な位置を占めている。
ここは1992年に調査され、2001年に開発が始まり、2003年から産出を始めた。
この鉱山に行くにはアイスロードを通るか、ダイアヴィック空港を使うしかない。この専用空港は1600メートルの滑走路しかなく、中型機であるボーイング737が使用されている。
この鉱山はハリーウィンストンダイアモンド社とダイアヴィックダイアモンド鉱山社のジョイントベンチャーが所有しており、リオ・ティントグループの一員である。
北極圏から220キロメートル南にある、グラス湖(Lac de Gras)にある島の、20平方キロメートルの土地に3本のキンバーライト鉱脈がある。鉱脈の寿命は16年から22年と考えられている。
2006年はイエローナイフからのアイスロードが近隣の鉱山とともに開通したが、必要な物資すべてを輸送する前にアイスロードは雪解けのため閉鎖され、残りの資材のうち飛行機で運べるものは輸送されたが、そうでないものは翌年に持ち越されることになった。
2007年7月5日、7つの鉱山会社によるコンソーシアムが「環境への影響を考え、バサースト湾に港を作り、それぞれの鉱山を結ぶ211キロメートルにおよぶ道路を建設する」と発表した。
2003年には鉱山までのアイスロードの形成と貨物を運搬するトラック運転手を撮影したドキュメンタリーがNHKで放送された
2007年にはアイスロード・トラッカーズで鉱山へ荷物を運ぶトラック運転手が取り上げられた。